# Еміль Лінкерс
Еміль Емануель Ентоні Лінкерс (нід. Emile Emanuel Anthony Linkers; нар. 25 вересня 1990, Віллемстад, Нідерландські Антильські острови) — нідерландський та арубський футболіст, нападник та вінгер. Виступав за національну збірну Аруби.

## Клубна кар'єра
Народився в Віллемстаді, на Нідерландських Антильських островів. Проте вже незабаром переїхав до Нідерландів, де на юнацькому та молодіжному рівні грав за «Бароньє», «НАК Бреда» та «Росендал». Дорослу футбольну кар'єру розпочав 2008 року в «НАК Бреда». Потім грав за клуби «Бароньє» та АРК з Дердедивізі.
У 2011 році виїхав до Індонезії. Виступав за місцеві клуби «ПСІМ Джок'якарта», «ПСІС Семаранг», «Мадура Юнайтед» та «ПСЖК Галух Кіаміс».
у 2017 році повернувся до Європи. Виступав за скромний клуб «Сінт-Ленаартс» поблизу Антверпена. У 2018 році повернувся до «Бароньє», але вже назабаром після цього перейшов у «Ленден». До кінця календарного року зіграв 2 матчі в Тведедивізі, в обох випадках отримував небагато ігрового часу. Незабаром після цього завершив кар'єру гравця.

## Кар'єра в збірній
По материній лінії має арубське походження. У 2014 році прийняв запрошення на міжнародному рівні представляти Арубу. Дебютував за національну команду 30 травня 2014 року в переможному (1:0) поєдинку Карибського кубку проти Терксу і Кайкосу, в якому відзначився єдиним голом у матчі.

### Голи за збірну
Рахунок та результат збірної аруби в таблиці подано на першому місці.
| №  | Дата           | Місце                       | Суперник               | Рахунок | Результат | Змагання                            |
| -- | -------------- | --------------------------- | ---------------------- | ------- | --------- | ----------------------------------- |
| 1. | 30 травня 2014 | Тринідад, Ораньєстад, Аруба | Острови Теркс і Кайкос | 1–0     | 1–0       | кваліфікація Карибського кубку 2014 |